# Жан Стабленски
Жан Стаблевски (фр. Jean Stablewski) познат као Жан Стабленски (фр. Jean Stablinski; 21. мај 1932. — 22. јул 2007) бивши је француски професионални бициклиста у периоду од 1953. до 1968. Највећи успеси су му освајање Вуелта а Еспање 1958. године, [[Светско друмско првенство UCI — друмска трка за мушкарце|светског првенства у друмској вожњи 1962 и Амстел голд рејса 1966. У каријери је остварио 105 победа.

## Детињство и аматерска каријера
Жан Стабленски је био син пољских миграната са севера Француске. Отац му је умро у несрећи на послу и Жан је, са 14 година, почео да ради у руднику, да би обезбедио приход за своју породицу. У то доба је освојио бицикл на такмичењу у хармоници. Легенда каже да је његова мајка била незадовољна хбог Жановог новог хобија и оштетила му је бицикл.
Жан, тада и даље познат као Стаблевски, постао је натурализовани Француз са 16 година и тада је возио своје прве трке. Током трке Мира, новинар је грешком написао његово презиме Стабленски уместо Стаблевски и у остатку каријере остао је познат као Стабленски.

## Професионална каријера
Професионалну каријеру почео је 1952. са 21 годином и до 1967. возио је увек у истом тиму са Жаком Анкетилом. Прве године остварио је пет победа на тркама у Француској, а 1954. возио је први пут Тур де Франс. Једину победу остварио је на трци Париз—Бурж. 1955. освојио је трку Париз—Валенсијен, а Тур де Франс је завршио на 35 месту. 1957. остварио је 13 победа, укључујући и етапу 12 на Тур де Франсу, где је био помоћник Жаку Анкетилу, који је освојио Тур.
Године 1958, остварио је највећи успех, освојио је Вуелта а Еспању, уз једну етапну победу. Национално првенство је освојио четири пута, а још два пута је био други. 1962. је освојио по етапу на Вуелта а Еспањи и Тур де Франсу, а затим и светско првенство. 1963. освојио је престижни класик Париз—Брисел. 1965. је остварио 14 победа, укључујући и Тур Белгије, а на Ђиро ди Ломбардији завршио је трећи. 1966. освојио је прво издање класика Амстел голд рејс. Стабленски је на циљ дошао са још два сувозача и победио је у спринту. 1967. освојио је по етапу на Ђиро д’Италији и Тур де Франсу, а задњу победу у каријери остварио је 1968. године, освојио је Критеријум Денин, у Француској.
Стабленски је био помоћник Анкетилу током свих пет победа на Тур де Франсу, а напустио га је када је овај написао серију чланака за новине, а за један од њих је Стабленски мислио да критикује њега, иако му је посветио целу каријеру. Њих двојица су ретко разговарали после тога и Стабленски је прешао у тим у којем је лидер био Анкетилов највећи ривал, Ремон Пулидор. Двапут је био суспендован због допинга.

## Крај каријере и приватни живот
Стабленски је каријеру завршио 1968. након чега је био спортски директор у тиму Сонолар, где је довео Лусјена Ван Импеа и Бернара Иноа, као младе анонимусе.
Његов син, Жак Стабленски је такође био професионални бициклиста, али није достигао очеве успехе.
Стабленски није престао да вози бицикл све док се није разболео. Како је рекао, никад није стављао боцу за воду кад је возио бицикл из задовољства. Постао је члан "пријатеља Париз—Рубеа", ентузијазиста и радника на пролећним класицима.
Умро је након дуге болести 22. јула 2007.